# Wilhelm Helf
Wilhelm Helf (* 16. September 1900 in Elberfeld; † 16. August 1978 in Langenfeld) war ein deutscher Politiker (SPD).

## Leben und Beruf
Nach dem Besuch der Volksschule war er bis 1923 im Ruhrbergbau tätig. An der staatlichen Fachschule für Wirtschaft und Verwaltung in Bochum bildete er sich in Abendkursen weiter. Außerdem war er Gasthörer an der Verwaltungsakademie Bochum. Seit 1918 war er Mitglied der SPD und Gewerkschaftsmitglied. Von 1920 bis 1928 war er ehrenamtlich in der Jugendleitung der Sozialistischen Arbeiter-Jugend (SAJ) im Ruhrgebiet tätig. Anschließend leitete er eine SPD-Volksbuchhandlung in Bochum und machte sich später als Buchhändler selbstständig.
Er war verheiratet.

## Abgeordneter
Vom 24. Juli 1966 bis 25. Juli 1970 war Helf Mitglied des Landtags des Landes Nordrhein-Westfalen. Er wurde im Wahlkreis 051 Rhein-Wupper-Kreis I direkt gewählt.
Ratsmitglied der Stadt Langenfeld war Helf von 1948 bis 1960. Dem Kreistag des Rhein-Wupper-Kreises gehörte er von 1956 bis zum 31. Dezember 1974 an.

## Öffentliche Ämter
Von Oktober 1964 bis Dezember 1974 war er Landrat des Rhein-Wupper-Kreises.

## Sonstiges
Helf war Träger des Bundesverdienstkreuzes I. Klasse und des Ehrenrings der Stadt Langenfeld.

## Werke
- Heinrich Kämpchen: Aus der Tiefe. Hrsg. und eingeleitet von Wilhelm Helf. Hansmann, Bochum 1931.
- Die Revolutionsjahre 1848/49 im ländischen Bereich der alten Landkreise Solingen und Lennep. Heggen Verlag, Opladen 1968.
- Die Träume vom besseren Leben. Autobiographische Skizzen 1900-1933. Rheinland Verlag, Köln 1977. ISBN 3-7927-0353-X